# Ilda Teresa Castro
Ilda Teresa Castro (também conhecida por Ilda Castro e por Ilsa Dorzac), é uma artista, investigadora e curadora portuguesa. A sua carreira artística abrange a música, o cinema, as artes visuais e a escrita. É conhecida também pelo seu trabalho na investigação sobre consciencialização ecológica. É fundadora da plataforma e revista online Animalia Vegetalia Mineralia , lançada em 2014, e a curadora do Festival de Ecocinema Lisboa Natura  entre outros eventos de cinema e video. 

## Percurso
Nasceu em Vila Cova de Alva, de onde saiu aos 16 anos para estudar Artes no liceu, em Coimbra. Em 1986, ingressa em Cinema, na Escola Superior de Teatro e Cinema, de Lisboa, e em 1995, conclui na mesma cidade, o CESE de Peritos em Arte, da Escola Superior de Artes Decorativas, da Fundação Ricardo do Espírito Santo e Silva. Em 2012, termina o doutoramento em Cinema e Ecologia, com a tese “Eu Animal – a ordem do fílmico na consciencialização ecocritica e na mudança de paradigma”, e em 2019, o pós-doutoramento, “Paisagem e Mudança — Movimentos”, em Arte e Ecologia, ambos na Faculdade de Ciências Sociais e Humanas, da Universidade Nova de Lisboa. 

### Música
Na música, integra as bandas Telectu e The Banksy´s/, e é compositora de bandas sonoras de filmes, ecofilmes e instalações que realiza.
No início dos anos 1980, em Coimbra, é co-fundadora do grupo de improvisação e ruído, Divisão (com Luiz Morgadinho, posterior vocalista dos Bastardos do Cardeal e com Toquim, depois na génese dos M´as Foice, Tédio Boys e Neblina), com que sobe ao palco em 1983. Em 2007, apresenta-se ao vivo no Musicbox, em Lisboa, no grupo dirigido por Vitor Rua, Ressoadores. Em 2010, apresenta a performance acusmática Ruído, na Associação 25 de Abril, em Lisboa, e no espectáculo Amigos Coloridos, no Teatro São Luiz. Em 2011, integra o cd Femmes Experimentelles  e em 2013, compõe a banda sonora da sua instalação Ecceidade, no Mosteiro de Santa Clara-a-Nova, em Coimbra, lançada em cd. A partir de 2018, integra os Telectu, no Arco 8, em Ponta Delgada e no Palácio de La Prensa, em Madrid, e depois em diversos concertos nacionais     e internacionais, como no mítico Café Oto, em Londres, em 2019  ou no DIY Braille Satellite, na Lituânia, em 2022. É também co-fundadora dos The Banksy´s.
É co-autora (libreto) de Virino kaj Naturo#, (2023), eco-ópera filmada da qual também é co-realizadora,   e co-autora (libreto) de Descartes Nunca Viu Um Macaco (2017), eco-ópera na qual também toca electrónica, apresentada no Festival Insubmissos, no Funchal, em 2017. 
Tem editado composições musicais a solo e em parceria, tais como Young Yang, The Banksy´s, 2022; Song for Swallows, 2022; Requiem for Ukraine, 2022; Telectu Live at Cafe Oto, Telectu, 2019; Je Suis Toi, The Banksy´s, 2019; Guitar Solo, 2017; Music From Angry Girls, 2015; B Bird B Boy, 2014; Ecceidade, 2013; So Stupid Life This Is, 2011; Noise, 2010.. 
Participou nas colectâneas, Les Femmes Experimentelles, 2011 (faixa) e Corte de Cabelo, 2008 (faixa).. 
E também, em colaborações radiofónicas com o músico e produtor inglês Chris Cutler, de que são exemplo Cry at Christmas, in A Day In Other People Ears, Radio Art Zone Broadcast, volume 1, Chris Cutler, 2022  Dog and Fowl, in A Day In Other People Ears, Radio Art Zone Broadcast, volume 1, Chris Cutler, 2022. 

### Artes Visuais
Nas artes visuais conjuga e desenvolve técnicas e práticas artísticas distintas.
Entre 1990 e 1994, foi ilustradora free-lance nos jornais e revistas Público (jornal), Sete (jornal), Elle, Estética e Indústria. Publicou banda desenhada no jornal satírico O Inimigo, em 1993. Em 2005, participou com a banda desenhada Amélia (com argumento de Sandy Gajeiro) na edição colectiva 10, coordenada por Zepe, no CITEN, do Centro de Arte Moderna da Fundação Calouste Gulbenkian.
Em 2009, construiu o guarda-roupa e a joalharia de grande formato, da ópera Uma Vaca Flaterzunge, de Vítor Rua, apresentada na Culturgest, em Lisboa.. 
É autora da fotografia de capa de “Trunfos de uma Geografia Activa” (book), coord. Norberto Santos e Lúcio Cunha, Imprensa da Universidade de Coimbra, 2011,  e da fotografia de capa dos cd´s, Of Serenity, Vitor Rua, 2013  e Of Melancholy, Vitor Rua, 2013.
Desenhou as capas e ilustrações dos livros, Eu Animal − argumentos para uma mudança de paradigma – cinema e ecologia, de Ilda Teresa Castro, 2015, Eu Só Queria Dizer O Seguinte, de Vítor Rua, ed. 9musas, 2022 , e Ecofeminismos e o ecofeminismos da bruxa, de Ilda Teresa Castro, 2023.
É também autora da capa do catálogo Uma Caixa Aberta Ao Céu, ed. VideoBox da Ev.Ex. Évora Experimental, 2022, e da capa do livro Eu Sou Tu – Experiências Ecocriticas, ed. José Pinheiro Neves, Pedro Rodrigues Costa, Paula de Vilhena Mascarenhas, Ilda Teresa de Castro & Virginia Roman Salgado, Centro de Estudos de Comunicação e Sociedade (CECS) Universidade do Minho, 2020, ISBN 978-989-8600-96-7.
Na fotografia desenvolve projectos-séries em pesquisas de campo sobre elementos naturais, como Água / Water, 2016;  Pau_Pedra_Vida / Wood_Stone_Life, 2017; e Terra_Vista Do Céu /  Earth_Seen From The Sky, 2019.

### Investigação Científica
Em 2012, na conclusão do doutoramento e sob o pseudónimo de Ilsa Dorzac, criou a rubrica Em Busca do Paraíso — uma rubrica de enfoque no pensamento ecológico e nas novas abordagens científicas do vivo — com que participou na série de episódios do programa Riding On The Land :: O Paraíso, que juntava Manuel João Vieira, Vítor Rua e Cláudia Efe, no Canal Q.
Prosseguindo a missão de disseminação do pensamento ecológico durante a investigação que leva a cabo no pós-doutoramento que então inicia, apresentou a sua primeira instalação de eco-arte no Mosteiro de Santa Clara-a-Velha, em Coimbra, em 2013, a que se seguem diversas outras em várias cidades portuguesas nos anos seguintes, como é o caso no Museu Geológico de Lisboa e no Teatro de Marionetas do Porto , na Bienal Jorge Lima Barreto , na Galeria Flores do Cabo  e na Ev.Ex Évora  Experimental.
Em 2014, fundou a plataforma online Animalia Vegetalia Mineralia, com a edição de uma revista online bilingue internacional, que reúne investigadores, artistas e activistas, sob o tópico comum do ecomedia, da ecocritica e do ecocinema.
Doravante, alia a investigação científica  às artes, na realização de instalações artísticas ecocríticas e ecofilmes , a par de ensaios em livros e revistas da especialidade   e comunicações em conferências, nacionais e internacionais . 
As suas instalações conjugam o Vídeo com peças de EcoArte, nomeadamente as séries Herbários-Relicários, Oxigenários, Silos de Sementes e Esculturas de Terra. Em 2025 e 2016, criou esculturas de terra para coreografia de Isabel Barros (Teatro Rivoli, Porto, 2015) e em espectáculo conjunto com Isabel Barros e JP Simões (Centro Cultural Condes de Vinhais, 2016). Em 2016, apresentou o tríptico Homo-Humus, na galeria Flores do Cabo.

### Filmes
No cinema e vídeo, é co-autora e co-realizadora dos filmes Sonosfera Telectu (2022), documentário premiado com Menção Especial do Júri no Indie Music, do festival Indie Lisboa, e Virino kaj Naturo# (2023), eco-ópera filmada da qual também é autora do libreto. É autora e realizadora dos ecofilmes e video-instalações, Hope Esperanza (2018); Diários de Uma Pesquisa (2016); Vegetal Shadows (2014); Herbarium (2014); Ecceidade (2014). e do ensaio, B Bird B Boy (2014), curta-metragem.

### Curadoria
Entre 1996 e 2005, enquanto curadora, desenvolveu inúmeros projectos na programação e produção de Encontros Cinematográficos e Audiovisuais, entre os quais as Mostras de Video Português Contemporâneo (1996 e 1998)  e as Retrospectivas de Realizadores Portugueses (1998), na Videoteca de Lisboa , e no Fórum Lisboa, as Mostras de Curtas-Metragens Portuguesas (1999 a 2003)  , um festival-não-competitivo que divulgou este género na cultura lisboeta, ou o ciclo Cineastas Portuguesas (2001), que promoveu a divulgação de obras cinematográficas realizadas por mulheres  ou ainda de Cinema de Animação Português, na Cinemateca Portuguesa (2004).
A par da documentação em catálogos de todos os ciclos realizados, editou uma trilogia de História Oral dedicada ao cinema português. São de interesse nos Estudos Fílmicos e nos Estudos de Género nacionais e internacionais, os registos que realizou com enfoque nas Mulheres Cineastas no Cinema Português. Também a sua História Oral dedicada à Animação Portuguesa é referida em ensaios da especialidade. 
Em 2020, criou o Festival de Ecocinema Lisboa Natura , dedicado especificamente aos domínios animal, vegetal e mineral da cidade de Lisboa, e o Arquivo Ecovideográfico Lisboa Natura.Encontra-se disponível online um catálogo bilingue.
Em 2023, programou, produziu e comentou o ciclo de cinema e conversas, Do Punk ao Near Silence, no Teatro São Luiz  e na Videoteca de Lisboa , a par de outras programações.

### Livros
A trilogia de registos orais dedicada ao cinema português que realizou enquanto curadora é composta pelos livros, 
Curtas Metragens Portuguesas [conversas com Edgar Pêra, Fátima Ribeiro, Ivo M. Ferreira, Jeanne Waltz, João Pedro Rodrigues, José Gouveia, Júlio Alves, Pedro Caldas, Rita Nunes, Ruy Otero, Sandro Aguilar, Wilson Siqueira], Câmara Municipal de Lisboa – Cultura, Lisboa, 1999.
Cineastas Portuguesas 1874-1956 [conversas com Noémia Delgado, Teresa Olga, Margarida Cordeiro, Monique Rutler, Paola Porru, Solveig Nordlund, Renée Gagnon, Manuela Serra, Margarida Gil, Rosa Coutinho Cabral, Cristina Hauser, Rita Azevedo Gomes], Câmara Municipal de Lisboa – Cultura, Lisboa, 2001.
Animação Portuguesa [conversas com Mário Neves, Servais Tiago, Artur Correia, Ricardo Neto, António Gaio, Hernâni Barbosa, Vasco Granja, Abi Feijó, Regina Pessoa, Paulo Cambraia, Mário Jorge, António Costa Valente, Nuno Amorim, Humberto Santana, José Miguel Ribeiro, Zepe], Câmara Municipal de Lisboa – Cultura, Lisboa, 2004.
Posteriormente, no seguimento da sua especialização em Estudos Ecocriticos, publica 
Eu Animal – argumentos para um novo paradigma – cinema e ecologia. Ilda Teresa de Castro & Zéfiro Editora, colecção Nova Águia. 2015, ISBN 978-989-677-126-3.
Ecofeminismos e o ecofeminismo da bruxa – cinema e ecologia. Ilda Teresa de Castro & Asoka Miau House. 2023, ISBN 978-989-98757-1-5.

### Ensaios
É também autora de diversos ensaios e capítulos de livros, nas áreas do ecocriticismo, do ecofeminismo e do ecocinema, publicados em livros e revistas da especialidade, entre os quais:
“Corpo, Carne e Pandemia no Capitaloceno, Notas para uma Arqueologia das Práticas Dietéticas”, in Antropocénico, Biopolítica e Pós-Humano, org. Atílio Butturi Junior, Davide Scarso, José Luís Câmara Leme, Campinas SP: Pontes Editores, 2020, ISBN 978-65-5637-136-8, impresso no Brasil em 2021. 
“A Teoria da Tripla Natureza das Criaturas e da Natureza — notas para o presente”, in Eu Sou Tu – Experiências Ecocriticas, ed. José Pinheiro Neves, Pedro Rodrigues Costa, Paula de Vilhena Mascarenhas, Ilda Teresa de Castro & Virginia Roman Salgado, Centro de Estudos de Comunicação e Sociedade (CECS) Universidade do Minho, 2020, ISBN 978-989-8600-96-7.
“Mulher e Natureza: sob o jugo da usurpação”, Philosophica 49, Departamento de Filosofia, Faculdade de Letras da Universidade de Lisboa, Centro de Filosofia da Universidade de Lisboa, (Abril, 2017):147-161.
“Empatia e Consciência Moral”, in João Mário Grilo e Maria Irene Aparício (Org.) Cinema & Filosofia: Compêndio. Lisboa: Colibri, 2014, pp. 47-104, ISBN 978-989-689-342-2.
“Ecodocumentário e Ecocriticismo: Earthlings, An Inconvenient Truth, The 11th Hour, Meat the Truth, Home and Encounters at the End of the World”, in (Im)possíveis (Trans)posições: Ensaios de Filosofia, Literatura e Cinema, Grupo de Investigação Raízes e Horizontes da Filosofia e Cultura em Portugal, Instituto de Filosofia da Universidade do Porto, 2014, pp.122-131. ISBN 978-989-677-126-4
Dimensions of Humanity in Earthlings (2005) and Encounters at the End of the World (2007)”, in Transnational Ecocinema, ed. Tommy Gustafsson & Pietari Kaapa, Intellect, University of Chicago Press, USA / Bristol, UK, 2013, pp.101-115, ISBN 978-1-84150-729-3.
“Alienação civilizacional, Arte e Melancolia”, Arte & Melancolia, Margarida Acciaiuoli e Maria Augusta Babo (coord.), Instituto de História de Arte/Estudos de Arte Contemporânea Centro de Estudos de Comunicação e Linguagens, Lisboa, 2011, pp.179-191, ISBN 978-989-95291-4-4.
Em plataformas online é autora de artigos, como “Ecovisões em cenário worldwidewebiano” e “13 (Eco)Anotações na Construção de um Programa Ecocrítico ou Algumas Notas Diarísticas sobre um Programa de Trabalho”, ambos na Interact Revista Online de Arte, Cultura e Tecnologia #26 Hortas & Ecos (Interfaces — Anotações), Junho 2017.
e de entrevistas a J. Baird Callicott , Salma Monani e Steve Rust, Richard Twine, Rod Benisson e Tereza Vandrovcová,, Nuria Almiron e Hana Platková, João Pedro Rodrigues e João Rui Guerra da Mata, ou Stefan Barron e Michael Marder, entre outras.

### Prémios
Menção Especial do Júri no Indie Music, do Festival Internacional de Cinema Indie Lisboa, 2022, para documentário Sonosfera Telectu (co-realização).